# Evangelical Dictionary of Theology
Evangelical Dictionary of Theology (рус. Евангелический теологический словарь) — справочник по христианству, изданный Baker Books. Впервые он был опубликован в 1984 году, а второе издание появилось в 2001 году. Главный редактор — Уолтер А. Элвелл. Словарь является преемником Теологического словаря Бейкера (англ. Baker's Dictionary of Theology). 

## Оценки
Джон Джефферсон Дэвис описывает его как «первоклассный образец евангелической науки», а Дэвид Докери называет его «выдающимся вкладом в области библейского, исторического и систематического богословия».

## Издание на русском языке
- Теологический энциклопедический словарь / Под ред. Уолтера Элвелла. - Москва : Ассоциация "Духов. возрождение", 2003. - XX, 1467 с.; 27 см.; ISBN 5-87727-030-3 (в пер.)